# Дубровенская волость

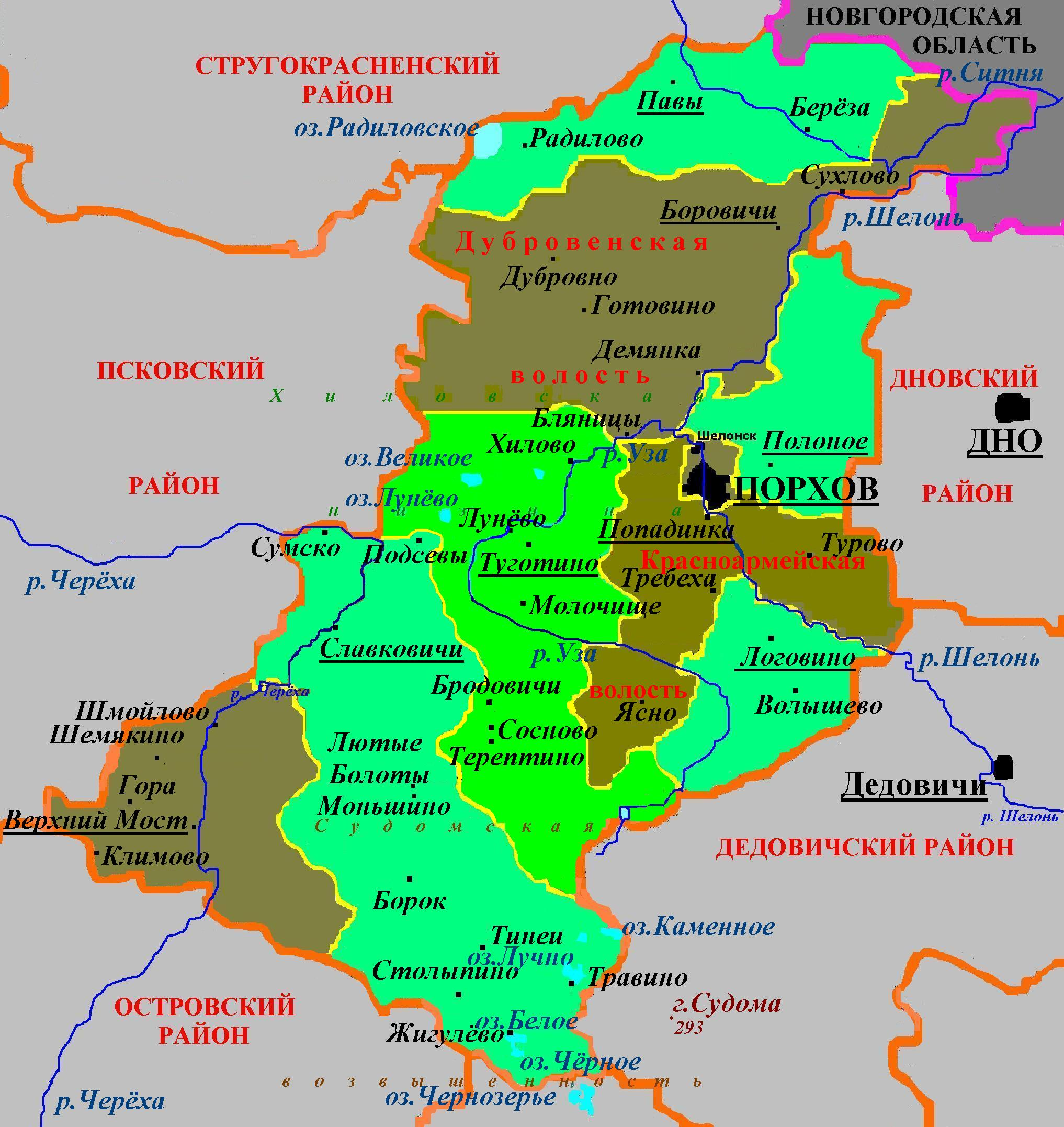
Административное деление Порховского района в 2010—2015

Дубровенская волость  — административно-территориальная единица 3-го уровня и муниципальное образование со статусом сельского поселения в Порховском районе Псковской области России.
Административный центр — деревня Боровичи.

## География
Территория волости граничит на юге — со Славковской волостью и городом Порховом, на юго-востоке — с Полонской волостью Порховского района, на западе — с Псковским районом, на севере — со Струго-Красненским районом Псковской области, на северо-востоке — с Новгородской областью.

## Население
| 2002  | 2010  | 2012  | 2013  | 2014  | 2015  | 2016  |
| ----- | ----- | ----- | ----- | ----- | ----- | ----- |
| 1103  | ↗1372 | ↘1331 | ↘1275 | ↘1216 | ↘1181 | ↗1999 |
| 2017  | 2018  | 2019  | 2020  | 2021  |       |       |
| ↘1924 | ↘1837 | ↘1795 | ↘1748 | ↘1455 |       |       |

Суммарная численность населения Дубровенской и присоединённой к ней Павской волостей, объединённых в новообразованную Дубровенскую волость, по состоянию на 1 января 2015 года составляла 2065 человек.

## Населённые пункты
В состав волости с апреля 2015 года входят 135  населённых пунктов, в том числе 2 села (Павы и Подоклинье) и 133 деревни:
| №   | Населённый пункт  | Тип     | Население |
| --- | ----------------- | ------- | --------- |
| 1   | Батино            | деревня | ↘5        |
| 2   | Бахуни            | деревня | ↘3        |
| 3   | Берёза            | деревня | ↘95       |
| 4   | Березня           | деревня | →1        |
| 5   | Бляницы           | деревня | ↗13       |
| 6   | Большие Павицы    | деревня | ↘4        |
| 7   | Бор               | деревня | ↘3        |
| 8   | Борзилец          | деревня | ↘0        |
| 9   | Борки             | деревня | ↘8        |
| 10  | Боркино           | деревня | ↘0        |
| 11  | Боровичи          | деревня | ↘240      |
| 12  | Борок             | деревня | ↘0        |
| 13  | Булавино          | деревня | →0        |
| 14  | Валуни            | деревня | ↘0        |
| 15  | Веретье           | деревня | ↘7        |
| 16  | Веретье           | деревня | ↘3        |
| 17  | Верхние Горки     | деревня | ↘16       |
| 18  | Ветошки           | деревня | →0        |
| 19  | Вир               | деревня | ↘1        |
| 20  | Вольная Болотня   | деревня | ↘15       |
| 21  | Воробино          | деревня | ↘29       |
| 22  | Вошково           | деревня | ↘9        |
| 23  | Высоцко           | деревня | ↘4        |
| 24  | Вязищи            | деревня | ↘11       |
| 25  | Вязки             | деревня | ↘22       |
| 26  | Вязье             | деревня | ↘1        |
| 27  | Гнилицы           | деревня | ↘18       |
| 28  | Гнилки            | деревня | ↘2        |
| 29  | Головицы          | деревня | ↘21       |
| 30  | Городок           | деревня | ↘10       |
| 31  | Готовино          | деревня | ↘40       |
| 32  | Гридино           | деревня | ↘19       |
| 33  | Губышино          | деревня | ↘3        |
| 34  | Гусли             | деревня | ↘1        |
| 35  | Данилово          | деревня | ↘0        |
| 36  | Демешкино         | деревня | ↘10       |
| 37  | Демянка           | деревня | ↘14       |
| 38  | Деревково         | деревня | ↘39       |
| 39  | Должицы           | деревня | ↗8        |
| 40  | Дрязженка         | деревня | ↘7        |
| 41  | Дубровно          | деревня | ↘117      |
| 42  | Дуброво           | деревня | ↘8        |
| 43  | Житово            | деревня | ↗9        |
| 44  | Заболотье         | деревня | ↘8        |
| 45  | Заборовье         | деревня | ↗6        |
| 46  | Завичье           | деревня | →0        |
| 47  | Загоска           | деревня | ↘67       |
| 48  | Заклинье          | деревня | →2        |
| 49  | Заколенье         | деревня | ↘14       |
| 50  | Залужье           | деревня | ↘12       |
| 51  | Замогилье         | деревня | ↘18       |
| 52  | Замошки-1         | деревня | →0        |
| 53  | Замошки-2         | деревня | ↘9        |
| 54  | Замушки           | деревня | ↘19       |
| 55  | Замушки           | деревня | ↘19       |
| 56  | Замушки-1         | деревня | ↘0        |
| 57  | Замушки-2         | деревня | ↘0        |
| 58  | Заполье           | деревня | ↘0        |
| 59  | Заполье Косицкое  | деревня | ↘4        |
| 60  | Заполье Речное    | деревня | →13       |
| 61  | Заречье           | деревня | ↘22       |
| 62  | Заречье           | деревня | ↘7        |
| 63  | Заходы            | деревня | ↘4        |
| 64  | Заходы            | деревня | ↘0        |
| 65  | Зачеренье         | деревня | ↘25       |
| 66  | Злятино           | деревня | ↘5        |
| 67  | Иваньково         | деревня | ↘11       |
| 68  | Калиновец         | деревня | ↘0        |
| 69  | Киевец            | деревня | ↘0        |
| 70  | Козловичи Верхние | деревня | ↘3        |
| 71  | Козловичи Нижние  | деревня | ↘4        |
| 72  | Козловичи Средние | деревня | ↗3        |
| 73  | Козлово           | деревня | →10       |
| 74  | Козьян            | деревня | ↘0        |
| 75  | Кокорево          | деревня | ↗7        |
| 76  | Коломенка         | деревня | ↘0        |
| 77  | Коломно           | деревня | ↘40       |
| 78  | Колотилово        | деревня | ↘0        |
| 79  | Корчилово         | деревня | ↘5        |
| 80  | Краснодубье       | деревня | ↘14       |
| 81  | Кузово            | деревня | ↘23       |
| 82  | Кустерско         | деревня | →0        |
| 83  | Лаз               | деревня | →0        |
| 84  | Лентьево          | деревня | ↘9        |
| 85  | Любовец           | деревня | ↗56       |
| 86  | Лютовичи          | деревня | ↘0        |
| 87  | Лютоголово        | деревня | ↘8        |
| 88  | Малаховка         | деревня | ↘9        |
| 89  | Малая Каменка     | деревня | ↘6        |
| 90  | Малые Павицы      | деревня | ↘3        |
| 91  | Мануйлово         | деревня | ↘5        |
| 92  | Мокрицы           | деревня | ↗12       |
| 93  | Морицко           | деревня | ↘17       |
| 94  | Невадино          | деревня | ↘6        |
| 95  | Нижние Горки      | деревня | ↘15       |
| 96  | Новая Болотня     | деревня | ↗2        |
| 97  | Носково           | деревня | ↘1        |
| 98  | Овинец            | деревня | →0        |
| 99  | Озерцы            | деревня | ↘18       |
| 100 | Опоки             | деревня | ↘23       |
| 101 | Павы              | село    | ↘533      |
| 102 | Пески             | деревня | ↘10       |
| 103 | Пески Бороздины   | деревня | ↘8        |
| 104 | Пески Крекшины    | деревня | ↘26       |
| 105 | Пески Оржаны      | деревня | ↘7        |
| 106 | Песчанка          | деревня | ↘34       |
| 107 | Поддубье          | деревня | ↘10       |
| 108 | Подмошье          | деревня | ↘3        |
| 109 | Подоклинье        | деревня | ↘12       |
| 110 | Подоклинье        | село    | ↗125      |
| 111 | Почепово          | деревня | ↘7        |
| 112 | Прудец            | деревня | ↘0        |
| 113 | Путилово          | деревня | ↘19       |
| 114 | Пятчино           | деревня | ↗11       |
| 115 | Радилово          | деревня | ↘16       |
| 116 | Рогачево          | деревня | ↘6        |
| 117 | Рык               | деревня | ↘4        |
| 118 | Сивково           | деревня | ↘1        |
| 119 | Смена             | деревня | ↘9        |
| 120 | Степерино         | деревня | ↘23       |
| 121 | Степково          | деревня | ↘3        |
| 122 | Студенец          | деревня | ↘10       |
| 123 | Сухлово           | деревня | ↘11       |
| 124 | Теребушино        | деревня | ↘26       |
| 125 | Удоха             | деревня | ↘66       |
| 126 | Уза               | деревня | ↗12       |
| 127 | Федово            | деревня | →0        |
| 128 | Хохловы Горки     | деревня | ↘8        |
| 129 | Червищи           | деревня | ↘46       |
| 130 | Шилы              | деревня | ↘2        |
| 131 | Шишняково         | деревня | ↘0        |
| 132 | Шляпово           | деревня | ↘2        |
| 133 | Ядреево           | деревня | ↘8        |
| 134 | Язовки            | деревня | ↘1        |
| 135 | Ямкино            | деревня | ↘2        |

## История
Территория современной волости в 1927 году вошла в Порховский район в виде ряда сельсоветов.
Указом Президиума Верховного Совета РСФСР от 5 апреля 1946 года Березовский, Боровичский, Козловичский, Хохлогорский, Чубаревский сельсоветы из Порховского района были переданы в новообразованный Павский район.
Указом Президиума Верховного Совета РСФСР от 16 июня 1954 года Хохлогорский и Чубаревский сельсоветы были объединены в Дубровинский сельсовет; Боровичский и Козловичский сельсоветы были включены в Березовский сельсовет; Невадинский сельсовет был включён в Демянский сельсовет; также Щекотухинский и Любовинский сельсоветы были объединены в Деревковский сельсовет.
Указом Президиума Верховного Совета РСФСР от 3 октября 1959 года Павский район был упразднён, часть его территории в виде Березовского, Павского и Дубровинского сельсоветов была возвращена в Порховский район.
Решением Псковского облисполкома от 25 апреля 1960 года Деревковский сельсовет был включён в Дубровинский сельсовет.
Постановлением Псковского областного Собрания депутатов от 26 января 1995 года все сельсоветы в Псковской области были переименованы в волости, в том числе Дубровинский сельсовет был превращён в Дубровенскую волость.
Законом Псковской области от 28 февраля 2005 года было также образовано муниципальное образование Дубровенская волость со статусом сельского поселения с центром в деревне Дубровно с 1 января 2006 года в составе муниципального образования Порховский район со статусом муниципального района.
На референдуме 11 октября 2009 года было поддержано объединение Дубровенской волости с соседней Демянской волостью, а Павской волости — c Берёзовской волостью Законом Псковской области от 3 июня 2010 года в состав Дубровенской волости (д. Дубровно) была включена упразднённая Демянская волость (д. Боровичи), при этом волостной центр был перенесён в деревню Боровичи. Также этим же законом в состав Павской волости (с. Павы) была включена упразднённая Берёзовская волость (д. Берёза).
С июня 2010 года до апреля 2015 года в состав Дубровенской волости входило 92 населённых пункта, в том числе село Подоклинье и 91 деревня: Батино, Березня, Бляницы, Бор, Борзилец, Борки, Боровичи, Булавино, Валуни, Ветошки, Верхние Горки, Вир, Вольная Болотня, Вошково, Вязки, Вязищи, Гнилицы, Гнилки, Головицы, Готовино, Губышино, Гусли, Данилово, Демешкино, Демянка, Деревково, Должицы, Дрязженка, Дубровно, Дуброво, Житово, Заболотье, Завичье, Загоска, Заклинье, Замушки, Замушки-1, Замушки-2, Заречье, Заполье, Заполье Речное, Заполье Косицкое, Заходы, Злятино, Малая Каменка, Киевец, Козловичи Верхние, Козловичи Средние, Козловичи Нижние, Козлово, Козьян, Кокорево, Колотилово, Корчилово, Кузово, Кустерско, Лаз, Лентьево, Любовец, Лютовичи, Лютоголово, Малаховка, Мануйлово, Невадино, Нижние Горки, Новая Болотня, Носково, Озерцы, Опоки, Пески Крекшины, Пески Бороздины, Пески Оржаны, Поддубье, Подмошье, Подоклинье, Почепово, Путилово, Пятчино, Рык, Сивково, Степерино, Сухлово, Удоха, Теребушино, Уза, Федово, Хохловы Горки, Шилы, Шляпово, Ядреево, Ямкино
Законом Псковской области от 30 марта 2015 года в состав Дубровенской волости 12 апреля 2015 года была включена упразднённая Павская волость.